# Chiesa dei Santi Jacopo e Ginese
La chiesa dei Santi Jacopo e Ginese è un edificio sacro che si trova in località Boveglio a Villa Basilica.

## Storia e descrizione
Già ricordata nell'XI secolo, nonostante le consistenti manomissioni conserva tracce della sua origine medievale, sia in facciata, dove è ancora individuabile un apparato decorativo ad archeggiature cieche, appena rilevate dal fondo e impostate su di un alto stilobate, sia nell'impianto a tre navate, tipico delle strutture architettoniche plebane.
Nell'interno, a pianta assai raccorciata e spartita da pilastri, conserva il fonte battesimale medievale, che testimonia l'originaria funzione battesimale della chiesa. Il fonte in pietra, esagonale, a specchiature in marmo, con inseriti alla congiunzione degli specchi, risale all'XI secolo. Sono conservati anche due panconi intagliati del XVI secolo, interessanti prodotti dell'artigianato artistico lucchese.